# Levercancer
Levercancer är cancer som utgår från levern. Levern kan ofta drabbas av metastaser vid annan cancer, vilken då benämns efter det organ där cancern först uppstod.
I världen är primär levercancer den femte vanligaste cancerformen, men näst vanligaste cancerformen vid cancerrelaterade dödsfall. I världen är det dubbelt så vanligt att män drabbas. Levercancer beror vanligen på hepatom, ett slags hepatocellulärt carcinom, vilket orsakar 70–85 procent av samtliga fall av levercancer. Kolangiocarcinom är vanlig i Asien.
Riskfaktorer för levercancer är kronisk hepatit (B och C), samt skrumplever och fettlever (till följd av alkohol eller fetma).
I Sverige är metastaserad sekundärcancer (metastaser från annan cancer) den helt dominerande formen av elakartad (malign) tumörsjukdom i levern.

## Symptombild
Trötthet, aptitlöshet och viktminskning är vanligt. Ascites, ansamling av vätska i buken, förekommer, vilket yttrar sig i att buken sväller upp. Ett annat symptom är magsmärta. Om leverfunktionen är mycket allvarligt nedsatt förekommer hepatitsymptom, som gulaktig hy och klåda. Avföringen kan bli vit och kalkartad.

## Diagnostik
Datortomografi, magnetresonanstomografi och ultraljud av levern med samtidig biopsi görs. Kliniskt har påvisats att cancerspridning genom stickkanalerna är vanligt förekommande, varför det idag bör ifrågasättas om inte biopsin bör ske vid kirurgiskt ingrepp under narkos. Alfafetoprotein är ett protein som är kraftigt förhöjt vid hepatocellulär cancer. Detta är en så kallad tumörmarkör. 

## Behandling
Beroende på i vilket skede cancern upptäcks finns olika behandlingar. Vid tidigt upptäckt kan tumören behandlas med:
- operation
- värmebehandling så cancertumörerna förstörs på plats i levern
- transplantation.

Om tumörcellerna i levern inte kan avlägsnas med ett kirurgiskt ingrepp är den treåriga överlevnaden nära försumbar. I vissa utvalda fall då leverkirurgi initialt inte är aktuellt på grund av att den delen av levern som ska vara kvar efter leverkirurgin är för liten med stor risk för leversvikt postoperativt, en allvarlig komplikation med hög dödlighet, kan det bli aktuellt att försöka skapa bättre förutsättningar för leverkirurgi genom att patienterna får genomgå portavensembolisering (PVE) några veckor innan leverkirurgin för att stimulera tillväxt av den delen av levern som ska vara kvar efter operation.  
Vid medicinsk behandling av sjukdomen är då överlevnaden i genomsnitt ungefär ett halvår från diagnosen. Behandlingen består då i huvudsak i cytostatika och palliativ vård.